# 63 Orionis
63 Orionis är en gul jätte i stjärnbilden Orion.
63 Orionis har visuell magnitud +5,66 och är synlig för blotta ögat vid god seeing. Den befinner sig på ett avstånd av ungefär 1310 ljusår.